# Эффект Бойкотта
Эффе́кт Бо́йкотта — эффект ускоренного осаждения примеси в сосуде с наклонными стенками. Наблюдается в различных дисперсных средах. Открыт английским учёным-биологом Артуром Бойкоттом в 1920 году при изучении осаждения эритроцитов крови.
Играет большую роль в нефтедобыче, лабораторными исследованиями показано и промысловыми данными подтверждено, что в скважинах с углом наклона 30—60° (а наиболее интенсивно при 40—50°) происходит седиментационное расслоение тампонажной суспензии.